# Wilzsch
Die Wilzsch ist ein rechter Nebenfluss der Zwickauer Mulde in Sachsen und gehört nach der EU-Wasserrahmenrichtlinie zur „Ökoregion Zentrales Mittelgebirge“.

## Naturräumliche Lage
Das Wilzschtal bildet nach der Naturraumkarte von Sachsen die Mikrogeochore „Carlsfelder Wilzsch-Tal“, die Teil der Mesogeochore „Eibenstocker Bergrücken“ ist.

## Verlauf
Sie entspringt im Westerzgebirge im Hochmoor Wilzschmoor, einem Bereich des Naturschutzgebietes Großer Kranichsee nahe der deutsch-tschechischen Grenze, und wird bei Weitersglashütte in der Talsperre Carlsfeld (auch Talsperre Weiterswiese) angestaut. In ihrem weiteren Verlauf nach Nordwesten liegt der Eibenstocker Ortsteil Carlsfeld. Danach folgen die ebenfalls zu Eibenstock gehörenden kleinen Siedlungen Blechhammer, Wilzschmühle und Neues Wiesenhaus. Sie mündet auf 591,5 Metern Höhe oberhalb von Schönheiderhammer bei Wilzschhaus neben dem früheren Bahnhof Schönheide Süd in die Zwickauer Mulde.
Zur Wilzsch führende Bäche sind auf ihrer rechten Seite Kleine Wilzsch, Wolfseifenbach, Kramsbächel/Kramsbach, Tränkwasser und auf ihrer linken Seite Wölfebächel, Kalter Brunnenbach und Zigeunerbach. Zwischen den Siedlungen Wilzschmühle und Neues Wiesenhaus wurde von der Wilzsch der Rautenkranzer Hammergraben abgezweigt und am Westhang der Wilzsch sowie am Südhang der Zwickauer Mulde entlang bis Rautenkranz geführt. Sein Wasser diente im Hammerwerk Rautenkranz zum Antrieb. Dieser Graben ist heute noch mit rudimentären Teilabschnitten vorhanden.
August Siegmund von Zeutzsch beschreibt die Wilzsch in seinem Alphabetischen Verzeichnis von 1792:

„Wilzschbach, dieses kleine Flüßgen fällt oberhalb von Eibenstock in die Zwickauer Mulde.“

Albert Schiffner erwähnt ihn in seinem etwa 1848 erschienenen „Führer im Muldenthale“. Er beschreibt die Wilzsch so:

„Die Wilzsch rinnt unweit der böhmischen Graenze und der Weiters-Glashütte auf einer der rauhesten Stellen des Landes zusammen, läuft in kaum zu bezwingendem moorigen Waldboden nordwärts herab, nach Carolsfeld, wo Lohrmann sie immer noch 2520‘ hoch fand, empfängt hier aus Osten oder vom Zeisiggesange her die kleine Wilzsch, berührt dann das isolierte königliche Forst- oder Wilzschhaus, dem gegenüber der Wilzschberg ansteigt, hat an der Eibenstock-Rautenkranzer Strasse noch 1927‘ Seehöhe, und ist in ihrem nordwestlichen Lauf 2 Stunden lang.“

In Band 10 von August Schumanns Staats-, Post- und Zeitungslexikon von Sachsen von 1825 wird herausgestellt, die Wilzsch gehöre „fast gänzlich dem sogenannten sächs[ischen] Sibirien an; und selbst ihre Mündung ist an 1900 Fuß über dem Meere gelegen.“

Die Wilzsch von Carlsfeld bis zur Mündung in die Zwickauer Mulde
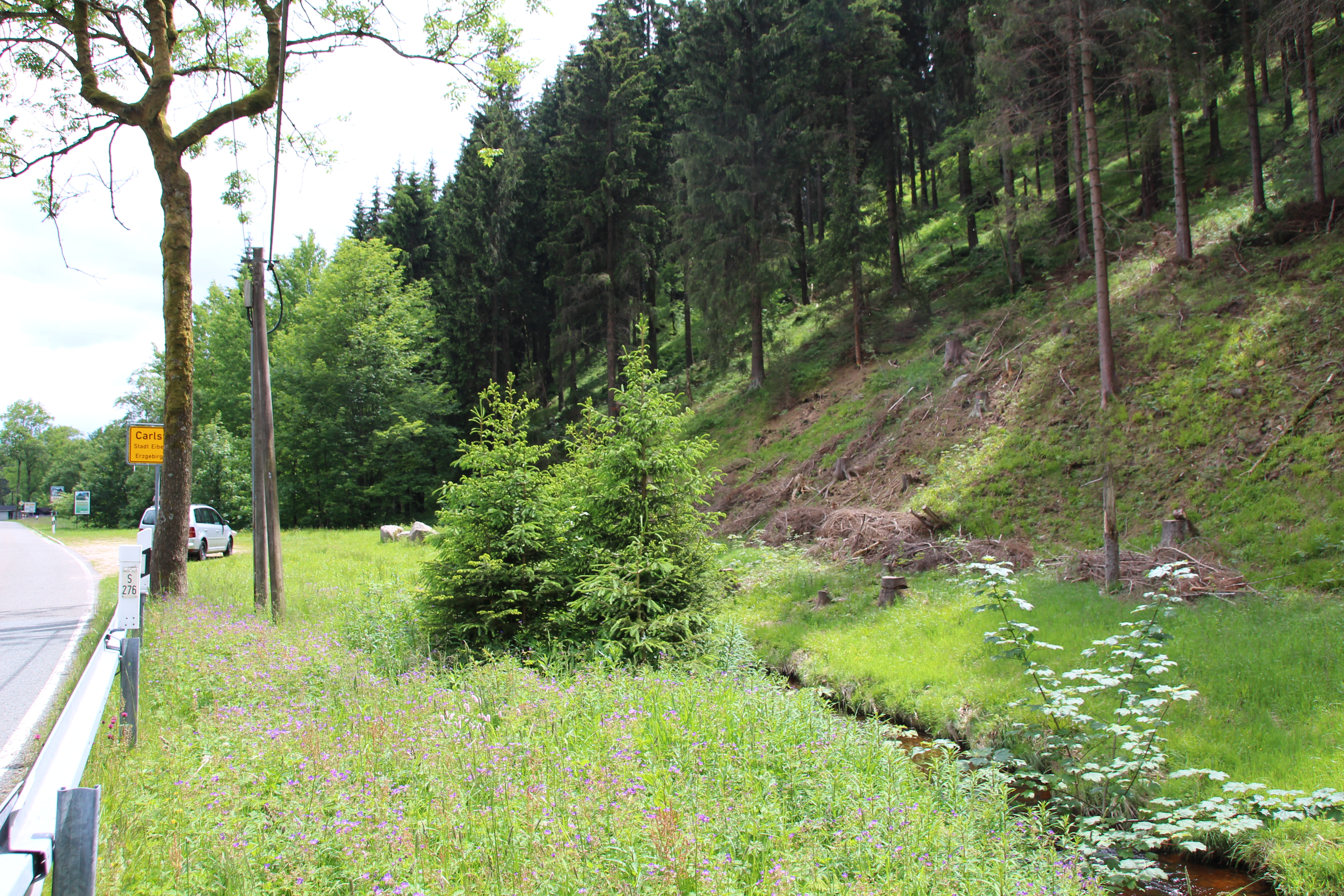
Die Wilzsch am unteren Ortsrand von Carlsfeld
- In Neues Wiesenhaus
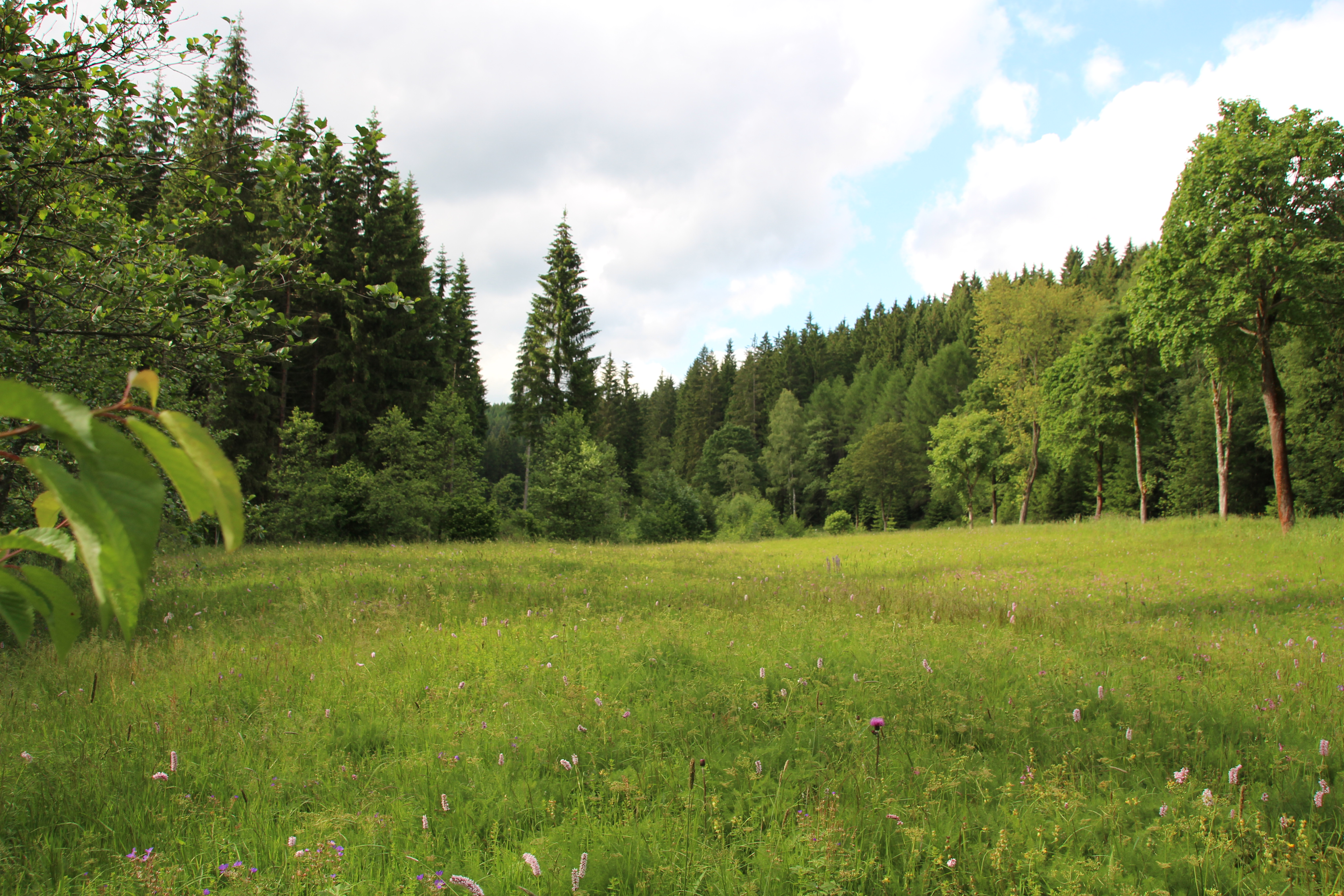
Tal der Wilzsch
- Mündung in die Zwickauer Mulde in Wilzschhaus

## Name
Siegfried Sieber sieht den Namen als vom altsorbischen Wort Vilca (Wolfsbach, von wilk = Wolf) sich erklärend. Das alte Wort sei zu ergänzen um reka für Bach. Er weist darauf hin, dass in der Nähe der Wölfeberg liege und die beiden Nebenbäche Wölfebächel und Wolfseifenbach in die Wilzsch flössen.

## Wasserqualität

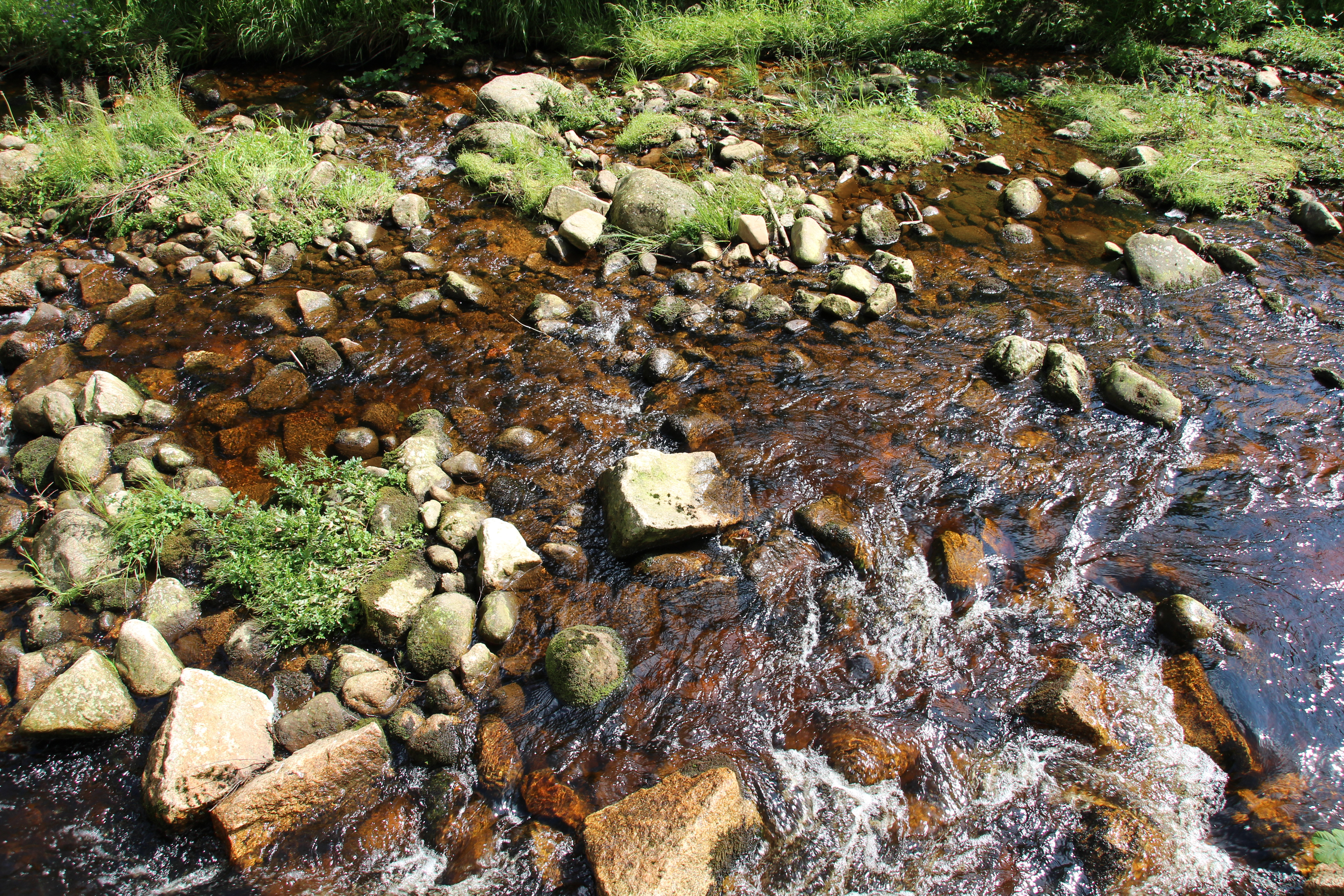
Von Huminstoffeinträgen geprägtes Wasser der Wilzsch in Wilzschmühle

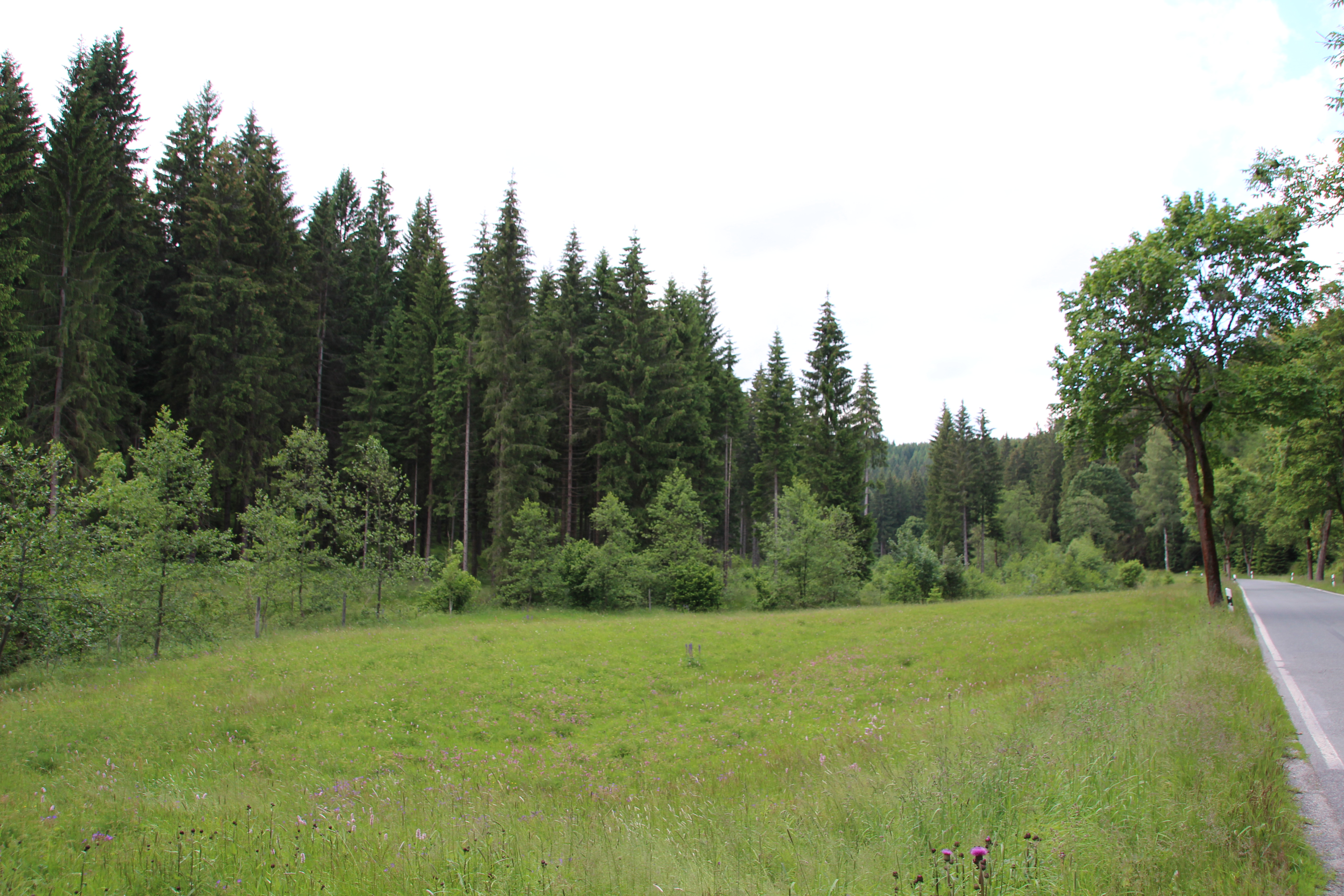
Das Tal der Wilzsch im Bereich Neues Wiesenhaus

Anfang der 1990er Jahre war die Wilzsch auf ganzer Länge in die Güteklasse I eingestuft (mit dieser Definition: unbelastet bis sehr gering belastet, Gewässerabschnitte mit reinem, stets annähernd sauerstoffgesättigtem und nährstoffarmen Wasser; geringer Bakteriengehalt; mäßig dicht besiedelt, vorwiegend von Algen, Moosen, Strudelwürmern und Insektenlarven; sofern sommerkühl, Laichgewässer von Salmoniden). Die Wilzsch ist in ihrem Oberlauf ein organisch geprägtes Gewässer. Sie führt Huminstoffe, die in den Mooren und Wäldern oberhalb der Talsperre entstehen, mit sich. Unter bestimmten Umständen – bei starken Niederschlägen und während der Schneeschmelze – steigt der Huminstoffgehalt stark an. Seit den 1990er Jahren ist die Konzentration immer höher geworden. Mit dem Wasser der Wilzsch gelangen diese Stoffe in die Talsperre Carlsfeld. Diese Belastung hält die sächsische Talsperrenverwaltung nicht für gesundheitsschädlich und bezeichnet sie als natürliche Einträge, die das Wasser verfärben. Diese könnten aber „zu Qualitätsproblemen führen und müssen in den Wasserwerken aufwendig entfernt werden“. Auch die braune Färbung des Wassers und die damit verbundene geringe Sichttiefe sind durch die Huminstoffbelastung verursacht. Um bereits die Rohwasserqualität zu stabilisieren und die Belastungsspitzen aus Huminstoffen im die Talsperre speisenden Wasser künftig abfangen zu können, wurden im Jahr 2010 ein Rückhaltebecken, ein Damm, der das Wasser der Talsperre von der Wilzsch abtrennt, ein Umleitungsgraben und auf dem Boden der Talsperre eine Rohrleitung von 30 Zentimetern Durchmesser errichtet. Bei einer großen Belastung mit Huminstoffen wird das an sich der Talsperre zufließende Wasser der Wilzsch über ein Verteilerbauwerk in dieses Rückhaltebecken geleitet, von wo es über die Rohrleitung durch den Stausee und die Staumauer und unterhalb der Talsperre wieder in die Wilzsch fließt. Bereits beim ersten Einstau nach dem Bau der neuen Anlagen ist nach Feststellung der Landestalsperrenverwaltung eine wesentliche Reduzierung des Huminstoffeintrags in die Talsperre eingetreten. Die zur Umleitung des huminstoffbelasteten Wassers genutzte Rohrleitung von 1100 Metern Länge soll so verlängert werden, dass dieses Wasser bis zum Glashüttenbach geführt und dann über diesen Bach und die Große Bockau zur Zwickauer Mulde fließen kann und damit auch die Wilzsch sowie insbesondere die Trinkwassertalsperre Eibenstock nicht mehr belasten würde. Der Planfeststellungsbeschluss der Landesdirektion Chemnitz für dieses Vorhaben wird für das Jahr 2016 erwartet.
Die mittlere Niederschlagsmenge im Jahr beträgt im Bereich der Talsperre Carlsfeld 1200 Millimeter.

## Klima
Das Talgebiet der Wilzsch gehört mit einer Jahresmitteltemperatur von 5,1 °C bis 6,1 °C (flussab) zu den im Jahresschnitt kältesten Gebieten des oberen Westerzgebirges. Es zählt hinsichtlich der Luftbewegung zu den austauscharmen Tallagen mit dadurch verursachter besonderer Frostgefährdung. Im Bereich der Wilzsch gibt es „windgeschützte, aber frostanfällige Tallagen aufgrund von Strahlungsdefiziten“, zahlreichen Nebeltagen sowie „Sonn- und Schatthängen“.

## Umwelt und Natur
Nach einer Bestandserhebung in den Jahren von 1982 bis 1990 war die Wilzsch fast auf ganzer Länge Brutgebiet der Wasseramsel.

## Bergbau an der Wilzsch

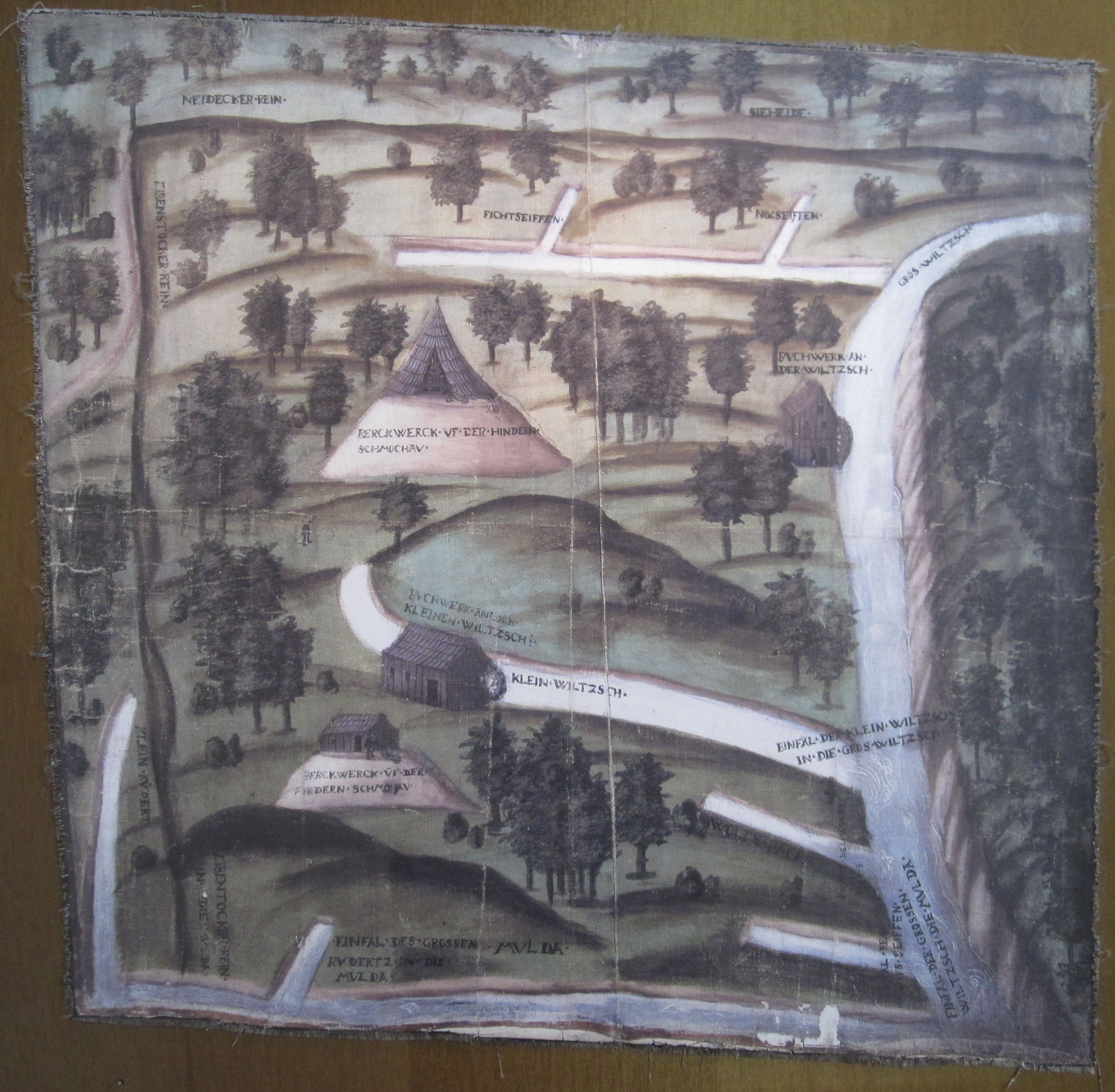
Bergwerkslandschaft östlich der Wilzsch auf einer Bildkarte aus der Zeit um 1520

Östlich der Wilzsch, im Bereich des vom Riedertberg (775 m ü. NHN) geprägten Waldgebietes westlich von Eibenstock und südlich der Zwickauer Mulde wurde schon um 1500 ertragreicher Zinnbergbau betrieben. Die Bergwerke, deren Nebenanlagen wie Pochwerke sowie Wilzsch, Kleine Wilzsch und andere Bäche sind in einer Bildkarte aus der Zeit um 1520 dargestellt. Nicht weit von der Mündung der Kleinen Wilzsch lag ein Pochwerk, in der Karte „Bvchwerk an der Kleinen Wiltzsch“ genannt, das zur Aufbereitung des in den beiden Zinnbergwerken „Vordere und Hintere Schmochau“ geförderten Erzes diente. Südlich von der Kleinen-Wilzsch-Mündung ist ein weiteres Pochwerk eingezeichnet, „Bvchwerk in der Wiltzsch“. Zu den ertragreichsten Gruben im Zinnbergbaugebiet des Wilzschbereichs gehörten neben der „Schmuge“, die identisch sein kann mit den Gruben auf der Karte, auch die Gruben „Fleschmaul“, „Spindel“ und „Rosszeche“. An die Bergbauvergangenheit erinnern noch Namen wie für den südlich von Wilzschmühle in die Wilzsch mündenden Wolfseifenbach und Rotgrubenweg in dessen Quellbereich.

## Flößerei und Mühlenbetrieb
Die Wilzsch und ihre Nebenbäche wurden zum Flößen des aus den umliegenden Wäldern geschlagenen Holzes genutzt. Schon beim Erwerb von Neustädtel, Schönheide und Stützengrün sowie erheblicher Waldflächen links und rechts der Mulde im Jahr 1563 durch Kurfürst August wurde in der Bewertung durch den Schwarzenberger Amtmann Hans Todt bei den Wäldern besonders herausgestellt, ob deren Holz über flößbare Bäche und Flüsse abtransportiert werden kann. Karl August Engelhardt berichtet:

„Die Wilzsch, welche oberhalb von Eibenstock in die Zwickauer Mulde fällt, findet man schon 1571 als Flösse benutzt.“

Später gab es die Floß-Inspection des sächsischen Kurfürsten für die Wilzsch- und Mulden-Flöße mit einem kurfürstlich-sächsischen Ober-Auffseher und einem kurfürstlich-sächsischen Floß-Meister, die schon im ersten erschienenen Hof- und Staatskalender von Sachsen des Jahres 1728 mit Namen aufgeführt sind. Diebstahl von Holz, das auf der Wilzsch geflößt wurde, veranlasste Kurfürst August den Starken, besondere Regelungen zur Bekämpfung der Diebe zu erlassen. Am 10. April 1710 erging das „Mandat wider die Holzdeuben auf den Wilzsch- und Muldenströmen“.
1771 wurde unter der Überschrift Wiltzsch Flöße berichtet:

„Die Wiltzsch ist ein kleines Flüßgen, welches oberhalb von Eibenstock in die Zwickauische Mulde fället, und worauf ehemals auch eine Holzflöße vorgerichtet gewesen. Dieses ist alles, und ein mehrers nicht angegeben werden kann.“

 Dies bestätigt A. S. von Zeutsch in seinem Alphabetischen Verzeichnis von 1792, schreibt aber: „Wilzschflöße fand man bereits 1571 in Gange; allein sie ist bald darauf wieder eingegangen“
Einer der königlich-sächsischen Floßoberaufseher der „Wilzsch-, Mulden- und Schwarzwasserflößen“ war Gottlob Heinrich von Lindenau. Er starb 1830 in Neustädtel.
Albert Schiffner berichtet 1839, die Wilzsch sei zum Flößen genutzt worden, und betont 1848, die Wilzsch sei „ein starker flößbarer Bach“. 1865 wurde noch berichtet, die Stadt Zwickau erhielte ihr Floßholz auch über die Wilzsch. Die Nutzung der Flüsse und Bäche für die Holzabfuhr endete im Erzgebirge allgemein erst nach der Mitte des 20. Jahrhunderts mit dem Bau der Eisenbahnen. Ob die Flößerei im Wilzschtal erst mit der Inbetriebnahme der Eisenbahn nach Carlsfeld im Jahr 1897 beendet wurde, ist unklar. An den Abtransport des Holzes durch die Flößerei in der Region erinnert noch der „Floßholzzechenweg“, der östlich von Carlsfeld in Richtung Ober-Wildenthal liegt.
Die Wasserkraft der Wilzsch wurde zum Betrieb mehrerer Mühlen – sicher Schneidmühlen – genutzt.

## Verkehr
Durch das Wilzschtal führte einst die Strecke der Schmalspurbahn Wilkau-Haßlau–Carlsfeld. Heute wird das Tal auf ganzer Länge durch die Staatsstraße 276 erschlossen.

## Weiteres
Nicht zu verwechseln ist die Wilzsch mit der Wilisch, die in der Literatur des frühen 19. Jahrhunderts ebenfalls Wilzsch genannt wurde. Albert Schiffner weist in Band 10 und in Band 18 von August Schumanns Staats-, Post- und Zeitungslexikon von Sachsen auf die damalige Namensgleichheit hin.